# Shanfulu
Das Buch Shanfulu (chinesisch 膳夫录 – „Küchenchef-Aufzeichnungen“) wurde von Zhang Wangzhi 郑望之 in der Zeit der Song-Dynastie verfasst. Es umfasst einen Band (juan). In der alten chinesischen Büchersammlung Shuofu (说郛) heißt es, Zhang Wangzhi 郑望之 sei der Verfasser, das Gujin tushu jicheng (古今图书集成) sagt, dies sei Zhang Wang (郑望).
Manche Autoren sind der Auffassung, das Buch stamme bereits aus der Zeit der Tang-Dynastie.
Dieses Buch widmet sich inhaltlich den gleichen Themen wie das Shanfu jingshoulu (膳夫经手录; „Küchenchef-Handbuch“) des Yang Ye (杨晔) aus dem Jahr 856 der Tang-Dynastie.
Außerdem sind in dem hier vorgestellten Werk Anekdoten über die Kochkunst sowie Speisen und Getränke der Tang- und Song-Zeit enthalten. Es ist eine wichtige Quelle zur Geschichte der chinesischen Ess- und Trinkkultur.

## Alte Drucke und moderne Ausgaben
Das Buch ist in den alten chinesischen Büchersammlungen Shuofu (说郛) und Gujin tushu jicheng (古今图书集成) enthalten. Es ist im ersten Band der japanischen Reihe Chugoku shokkei sosho und in der Reihe Zhongguo pengren guji congkan bequem zugänglich.